# غوردون ويفر
غوردون ويفر (بالإنجليزية: Gordon Weaver)‏ (1937، مولين في الولايات المتحدة)؛ كاتب وروائي أمريكي.